# Maison de Chambly
La maison de Chambly est une maison noble originaire du Beauvaisis. La châtellenie de Chambly qu'elle possédait depuis le XIe siècle était située à proximité de Beaumont-sur-Oise.
Elle est connue depuis le XIe siècle et s'est éteinte dans les La Tour du Pin au XVIIIe siècle.
Les membres de la famille de Chambly sont proches des Capétiens à partir de Philippe Auguste.
Cette famille se divisa en plusieurs branches qui se sont installées en Normandie, en Vermandois et en Picardie. Certains allèrent au Québec où un fort portant le nom de Chambly a été construit.

## Membres de la famille
- Gauthier II de Chambly (ou Gualterius), évêque de Meaux du 2 novembre 1085 à sa mort, le 26 juillet 1102. Il a été désigné par le roi Philippe Ier en accord avec l'archevêque de Sens Richer II, mais contre l'avis du chapitre[2].
- Jean de Chambly et Nicolas de Chambly participent à la croisade avec les rois Philippe Auguste et Richard Cœur de Lion.
- Jean II de Chambly accompagne le roi Louis IX à la croisade de Tunis, en 1270. Il est cité dans la liste des chevaliers de « l'hostel du roy ».
- Pierre III de Chambly dit « Hideux », seigneur de Presles et de Chambly. Chambellan de Louis IX. Le roi lui rend visite à Chambly en 1248. Décédé vers 1256/1257.
- Pierre IV de Chambly (ou Herbert de Chambly), fils du précédent, seigneur de Presles. Il est présent à la bataille de Taillebourg en 1242 à côté de Louis IX. Chambellan de Philippe III, gouverneur des Enfants de France, puis chambellan de Charles de Valois. Marié à Sébile. Né à Laon en 1214, décédé vers 1282/1292.

Enfants : Pierre V, Oudart dit « Pie-Mouton », Jean Ier dit « de Laon », Pèlerin dit « de Laon »
- Adam de Chambly est évêque de Senlis en 1227, et exécuteur testamentaire de la reine Blanche de Castille.
- Gautier de Chambly est évêque de Senlis en 1287. Il a été chanoine de Sens en 1262, archidiacre de Meaux en 1271, archidiacre de Coutances en 1285, chapelain du roi de France, il a été membre du parlement de Paris pendant le règne de Louis IX puis de Philippe III le Hardi. Il a été gouverneur de la Champagne sous Philippe le Bel[3].
- Pierre V de Chambly dit « Hideux » (1242-1310), seigneur de Chambly, chambellan du roi Philippe III à partir de 1270, puis gouverneur de la Maison de Jeanne de Châtillon, comtesse de Blois, Chartres et Dunois. Décédé en 1297, il fut marié en premières noces à Marguerite Tristan, puis à Isabeau de Mauvoisin de Rosny

Enfants : Pierre VI, Jean, Pierre dit « le Jeune »
- Oudart de Chambly dit « Pie-Mouton », frère du précédent, seigneur de Gandelu[4] jusqu'en 1302, Coulonges et Coupru, chambellan de Pierre de France, châtelain de Mantes, garde des forêts de Champagne, membre de la Chambre aux deniers. Mort en 1303/1304. Marié à Marie puis, après 1300 Jeanne de Villarceaux. Ses fils portent le surnom de « Gris Mouton ».

Enfants : Oudart II dit « Gris Mouton », doyen de Saint-Aignan d'Orléans, Jean dit « Gris Mouton », chevalier, Marie mariée en 1282 à Hugues II de Bouville, Marie, religieuse à Notre-Dame de Soissons, Pierre XII dit "Gris Mouton", seigneur de Poissy-lès-Meaux et Rutel (mort à la bataille de Poitiers), Marguerite, peut-être Marie et Isabeau, mariée à Jean de Rouvray puis Louis d'Estouteville, seigneur du Bouchet et de Freulleville fils de Robert IV d'Estouteville.
- Pierre VI de Chambly dit « Le Gras », (aussi noté dans certains textes Pierre III de Chambly), fils de Pierre V de Chambly, seigneur de Chambly, grand chambellan de Philippe IV le Bel, participe en 1303 aux négociations avec l'Angleterre qui suivent la bataille de Courtrai, avec Louis, comte d'Évreux, Robert, duc de Bourgogne, Jean, duc de Bretagne. En 1285, Philippe IV lui donne la seigneurie de Livry. En 1293, il achète la seigneurie de Tournan à Jean II de Garlande qu'il cède peu après à Charles de Valois. Il fut marié en 1277 à Jeanne de Machault.

Enfants : Pierre VII, Jean Huon, Pierre dit « le Jeune », archidiacre de Thérouanne, Louis, archidiacre de Chartres, Philippe, Marie et Marguerite
- Jean de Chambly dit « Hideux », frère du précédent, seigneur de Ronquerolles. Marié à Marguerite de Ronquerolles.

Enfant : Marguerite
- Pierre de Chambly dit « Le Jeune », frère du précédent, seigneur de Neaufles-Saint-Martin près de Gisors, est fait chevalier par le roi Philippe IV le Bel, à la Pentecôte 1313, en même temps que les trois fils du roi (Louis, Philippe et Charles). Chambellan de Louis X. Il est marié à Isabelle de Bourgogne, fille de Jean, seigneur de Montaigu et de Marguerite de Blâmont. De ce mariage sont nés Louis de Chambly et Jean de Chambly dont Isabelle de Bourgogne a la garde et la tutelle en 1319 comme il apparaît dans des actes du parlement de Paris l'opposant aux parents de son mari pour des terres à Viarmes et à Persan.

Enfants : Louis, Jean, Jeanne de Chambly, dame de Neaufles-Saint-Martin, Thorigny et Persan
- Pierre VII de Chambly, fils de Pierre VI de Chambly, seigneur de Chambly, Viarmes. Marié à ? de Montgobert, puis à Jeanne de Heilly.

Enfants : Jeanne, mariée en 1310 à Raoul IV de Clermont-Nesle, mère de Jean de Clermont, Jean dit « Tristan », marié avant 1367 à Jacqueline Quiéret de La Vacquerie, fille de Tristan Quieret qui avait combattu sous les ordres de Guy II de Nesle.
- Philippe de Chambly, frère du précédent, seigneur de Livry en 1344. Marié à Jeanne de Trie, dame de Livry et de Houdancourt, fille de Renaud II de Trie et d'Isabelle de Heilly, le 26 août 1346, décédée en 1369.

Enfants : Charles, Marguerite, Marie, Isabeau
- Charles de Chambly, fils du précédent, seigneur de Livry, Houdancourt, Mareuil-en-Dôle. Décédé en 1413.
- Jacques de Chambly, abbé de l'abbaye royale de Saint-Lucien, entre 1297 et 1300.
- Jean de Chambly, fils de Jean Huon de Chambly et petit-fils de Pierre VI de Chambly, est tué à côté du roi à la bataille de Poitiers.
- Jean de Chambly dit « le Haze », chevalier, conseiller et maître d'hôtel du roi Charles V, est envoyé en « grand arroy », en 1370, avec l'abbé de Fécamp, vers le pape Urbain V pour lui permettre de retourner au-delà des monts. En 1350, il participe à la défense de Chartres, sous les ordres du chevalier de Beaumont, capitaine de la ville.
- Charles de Chambly est chambellan du roi Charles VI, en 1397 et 1400. Il est désigné pour accompagner en Angleterre la fille du roi, Isabeau de France, mariée au roi Richard II d'Angleterre.
- Jean de Chambly fait montre à Châtillon-sur-Loing le 16 juillet 1412 pour treize écuyers. On peut lire dans la liste des montres des XIVe et XVe siècles un grand nombre de membres de la famille de Chambly servir en qualité de chevaliers et commander des compagnies d'écuyers et d'hommes d'armes.
- Jacques de Chambly est noté en 1469 au procès-verbal de l'arrière-ban de Senlis où il est noté qu'« il comparut monté suffisamment pour tous ses fiefs ».
- Jacques de Chambly, né à Chamouille, fils de Philippe de Chambly (fils de Claude de Chambly ayant perdu sa noblesse par dérogeance en 1580, mais Louise de Laulne affirme que Philippe de Chambly est né avant 1580, et qu'il descend de Pierre de Chambly dit « Gris Mouton », chambellan de Philippe IV le Bel) et de Louise de Laulne (inhumée à Chamouille en 1676), capitaine au régiment de Carignan-Salières qui vient au Québec en 1665. Les soldats du régiment construisent trois forts en bois le long de la rivière Richelieu pour protéger la colonie des incursions des Iroquois. Jacques de Chambly commande un des forts. Il va devenir seigneur de Chambly (Québec) le 20 octobre 1672 quand l'intendant Talon lui concède « la quantité de six lieues de terre de front sur une lieue de profondeur, à prendre sur la rivière Saint-Louis, savoir : trois lieues au nord de la dite rivière (deux lieues en deçà du fort qui y est basty et une lieue au-delà) et trois lieues au sud de la dite rivière ». Il lègue sa seigneurie en 1679 à sa fiancée Marie-Françoise de Thavenet. Elle est revenue par héritage à sa sœur Marguerite de Thavenet[5], mariée à Joseph-François Hertel de la Fresnières[6].
Il est nommé gouverneur de l'Acadie le 5 mai 1673[7]. Fait prisonnier par un corsaire hollandais en 1674, il est libéré contre rançon en 1675, il rentre en France mais il reste gouverneur de l'Acadie jusqu'en 1677 puis il est nommé commandant dans les Îles en 1677, puis gouverneur de la Grenade en 1679. Il meurt à la Martinique en 1687[8]

### Branche de Monthenault
- Pierre de Chambly[9], seigneur de Monthenault en 1440, succède à Pierre Poire. Il est marié à Paquette de Caulaincourt.

Enfants : Mathieu (qui suit), Jeanne, Guarin (sans descendance), Jean (qui suit), Marguerite.
- Mathieu de Chambly, seigneur vers 1490, sans enfants.
- Jean de Chambly, seigneur de Monthenault en 1513, de Pancy, Chamouille, Colligis. Marié à Jeane du Sart.

Enfants : Lancelot (qui suit), Charles, seigneur de Pancy, Chamouille et Colligis.
- Lancelot de Chambly, seigneur de Monthenault en 1530, Varnier et Augicourt. Marié à Jeanne ou Jossine de la Haie.

Enfants : Jean (qui suit), Antoine, moine à Saint-Denis, Nicolas, seigneur de Varnier, Marguerite.
- Jean II de Chambly, seigneur de Monthenault, Pancy, Chamouille et Warsy, lieutenant au gouvernement de Sainte-Menehould. Marié à Marie de Coland.

Enfant : Jean-Jacques (qui suit).
- Jean-Jacques de Chambly, seigneur de Monthenault, Warsy et Bosmont par acquisition. Marié  Madeleine d'Anglebermer en 1646.

Enfants : Jacques-François (qui suit), Claude de Chambly, seigneur de Bosmont (son fils Jacques-François de Chambly, mort sans enfant en 1730, transmit son titre à son neveu Charles-François de Chambly, seigneur de Monthenault).
- Jacques-François de Chambly, seigneur de Monthenault en 1670, Pancy, Chamouille, Colligis, Lierval, maréchal héréditaire du Laonnois, capitaine au régiment de Normandie. Marié en premières noces à Claude de Roucy-Sissonne puis à Françoise de la Gaulx.

Enfants: Charles (qui suit), Emmanuel, maréchal héréditaire du Laonnois, seigneur de Lierval qu'il vendit en 1719 à Mathieu Pinsonneau, Mariette et Madeleine, religieuses à Notre-Dame de Soissons, Claude, chevalier de Malte, Marie-Charlotte.
- Charles de Chambly, comte de Monthenault en 1684, seigneur de Pancy, Chamouille, Colligis, Lierval, Courthuy, gentilhomme de la chambre. Marié à Henriette-Marie de Bruneau.

Enfants : Jean-Jacques (qui suit), Charles-François (qui suit), Marie-Charlotte et Élisabeth-Henriette, sans alliance, Marie-Claude, religieuse à Notre-Dame de Soissons.
- Jean-Jacques de Chambly, comte de Monthenault, tué en 1692 à la bataille de Steinkerque.
- Charles-François de Chambly[10], comte de Monthenault en 1692, comte de Bosmont en 1730, maréchal héréditaire du Laonnois Marié à Jeanne Le Coigneux.

Enfants: Jacqueline-Louise (qui suit), Pierre Berthe (illégitime).
- Pierre Berthe, fils illégitime de Charles-François de Chambly (hors mariage), il ne put prétendre à la succession. Sa                                         descendance subsiste toujours avec le patronyme Berthe dans la commune de Bruyères et Montbérault.

- Jacqueline-Louise de Chambly, unique héritière du nom de Chambly quand elle épouse en 1741 René III François André, comte de La Tour du Pin, vicomte de La Charce, brigadier des armées du roi, commandant le régiment Bourbon-infanterie. Blessé à Wissembourg en 1744, et à Lauffeld, en 1747, il est mort en 1778. Une clause de ce mariage imposait que le fils aîné qui naîtrait de ce mariage relèverait le nom et les armes de la maison de Chambly. Ce qui fut fait par René-Charles-François de La Tour du Pin Chambly, fils unique né en 1746.

### Branche de La Tour du Pin-Chambly
- René IV Charles François de La Tour du Pin Chambly est marié à Angélique-Louis-Nicolle de Bérulle, fille et sœur de premiers présidents du parlement du Dauphiné, petite-nièce du cardinal de Bérulle. Colonel en second du régiment d'Aunis, puis colonel des grenadiers royaux de Bourgogne, il fut guillotiné pendant la Terreur, le 7 juillet 1794. Des deux fils, un seul survivra à la tourmente de la Terreur.
- René V Amable Louis de La Tour du Pin Chambly, né en 1780, mort en 1860, fils du précédent, est sous la Restauration membre du Conseil général de l'Aisne et colonel commandant la garde nationale de l'arrondissement de Vervins. Marié à Marie-Gabrielle-Claudine Donet de La Boullaye.
- François René de La Tour du Pin Chambly de La Charce, né le 1er avril 1834 à Arrancy (Aisne), non loin de Laon en Picardie et, décédé le 4 décembre 1924 à Lausanne, en Suisse. ( sans descendance )